# Alfredo Guzzoni
Alfredo Guzzoni (ur. 12 kwietnia 1877 w Mantui, zm. 15 kwietnia 1965 w Rzymie) – włoski generał, żołnierz obu wojen światowych.

## Życiorys
W czasie I wojny światowej był szefem sztabu 7 i 11 Dywizji. Od 1918 roku był dowódcą 3 Korpusu Armijnego. W latach 1933–1934 kierował Akademią Wojskową w Modenie. W czasie drugiej wojny włosko-etiopskiej dowodził 21 Dywizją Grenadierów. W latach 1936–1937 był gubernatorem Erytrei, a w 1937 roku – dowódcą 11 Korpusu.
W 1939 roku dowodził włoskim korpusem ekspedycyjnym w Albanii, a następnie pełnił funkcję dowódcy garnizonu włoskiego w Albanii. 5 grudnia 1939 zastąpił go na tym stanowisku gen. Carlo Geloso. Po wypowiedzeniu przez Włochy wojny Francji w 1940 roku, został dowódcą 4 Armii na froncie we francuskich Alpach. W styczniu 1941 towarzyszył Mussoliniemu w czasie jego spotkania z Hitlerem w Salzburgu. Od 1942 roku dowodził 6 Korpusem, stacjonującym na Sycylii. W 1943 roku dowodził niemiecko-włoskimi siłami (wraz z feldmarszałkiem Albertem Kesselringiem w czasie alianckiego lądowania na Sycylii (operacja Husky).
Zmarł w Rzymie w 1965 roku.